# 謝麒
謝麒（1471年—？），字應祥，江西南昌府新建縣人，民籍，明朝政治人物。

## 生平
弘治八年（1495年）乙卯科江西鄉試第七十七名舉人。弘治九年（1496年）中式丙辰科會試第一百名，二甲第六十九名進士。歷官吏部文选司署郎中，正德六年（1511年）十二月升太僕寺少卿，八年十一月被御史董建中弹劾纳贿，称病辞官。十年十月科道论劾，令致仕。

## 家族
曾祖謝得；祖父謝夔，太子少保；父謝經，母林氏。具慶下。弟謝麟。